# Ancien hôpital Gaston-Bourret
Pour les articles homonymes, voir Gaston Bourret et Bourret.
L'hôpital Gaston-Bourret, généralement appelé centre hospitalier territorial (CHT) Gaston-Bourret, a été le plus important et plus ancien hôpital de Nouméa et de la Nouvelle-Calédonie jusqu'au déménagement des fonctions hospitalières vers le nouveau Médipôle de Koutio en 2016. Le site, repris l'année suivante par le gouvernement de la Nouvelle-Calédonie, fait l'objet de travaux de réhabilitation et accueille plusieurs services, directions et, depuis 2024, la présidence de l'exécutif néo-calédonien.
Il se situe à l'emplacement de l'ancien fort Constantine, bastion militaire construit au moment de la fondation de l'actuelle Nouméa sous le nom de Port-de-France. D'ailleurs l'essentiel des bâtiments de l'hôpital sont construits en hauteur sur ce qui reste du fort. Il domine le port de marchandise, dans le quartier du centre-ville. Il tire son nom d'un célèbre médecin et chercheur en bactériologie du Territoire, Gaston Bourret (1875-1917), qui fut l'auteur de nombreuses recherches sur la lèpre.

## Histoire

### Du fort Constantine à l'Hôpital colonial (1854-1940)
- 1854 : un fort est construit sur un éperon surplombant la grande rade du chef-lieu de la nouvelle colonie française de Nouvelle-Calédonie, au moment de la création de Port-de-France (nom initial de Nouméa) par le capitaine de vaisseau Louis-Marie-François Tardy de Montravel.
- 1860 : naissance, dans le fort Constantine, d'un « hôpital maritime ».
- 1865 : la présence d'un fort en plein centre devient inutile du fait de l'extension de la ville. L'espace qu'il occupe est alors prévu pour installer un hôpital militaire.
- 1869 : le plan de l'hôpital militaire est approuvé.
- 1870 : l'hôpital maritime devient un hôpital militaire.
- 1873 : début de la construction des premiers bâtiments. C'est alors que les bâtiments centraux sont construits sous la forme de pavillons de style colonial. Le personnel est constitué essentiellement de libérés du bagne et de forçats. Les infirmières sont des sœurs de Saint-Joseph de Cluny.
- 1884 : la pharmacie est construite.
- 1898 : il devient « hôpital colonial » et sa direction n'est plus confiée à l'armée mais au directeur du service de Santé de la colonie. L'hôpital ne cesse de s'agrandir par la suite, avec la construction de nouveaux bâtiments dès 1901.
- 1938 : construction de bâtiments de réanimation de 14 lits.
- 1953 : l'hôpital prend le nom de Gaston Bourret en hommage au médecin militaire mort en 1917 à Nouméa à la suite d'expériences contre le bacille de la peste.

### L'expansion de l'après-guerre (1945-1980)
En plein boom du nickel, l'hôpital s'accroît de manière considérable. Il passe ainsi de 228 lits et 109 agents en 1948 à 500 lits et 476 personnes y travaillant en 1965. 
- 1965 : un service de neurologie est ouvert.
- 1979 : 20 lits supplémentaires sont ouverts en cardiologie ainsi que 12 pour le post-opératoire et une unité de néonatalogie est créée.
- 1980 : une nouvelle unité est créée englobant les services de maternité, gynécologie, obstétrique. Les services de chirurgie sont installés dans le bâtiment principal, datant de l'ère coloniale, et les spécialités ORL, ophtalmologie et stomatologie sont regroupées dans un nouveau pavillon moderne.

### La modernisation vers le déménagement (1981-2017)
L'expansion toujours plus importante de l'hôpital fait apparaître la vétusté de bâtiments (dont certains sont centenaires) qui sont de plus en plus incapables d'accueillir le nombre important de patients. L'hôpital devient un établissement public territorial appelé Centre hospitalier territorial de Nouméa puis de Nouvelle-Calédonie en 1981 et un plan directeur de restructuration est adopté. 
- 1982 : construction de bâtiments administratifs.
- 1983 : création d'un nouveau service de cardiologie de 24 lits et d'un service d'Hépato-Gastro-Entérologie et médecine interne de 22 lits, puis d'un service propre à la médecine interne de 32 lits, de 47 lits pour la chirurgie orthopédique et enfin de 41 lits pour la chirurgie viscérale. Le rachat, la même année, de la clinique de Magenta (123 lits) permet d'y installer l'unité de maternité, gynécologie et obstétrique et donc de libérer de nombreux lits sur le site de Gaston Bourret.
- 1989 : introduction du scanner.
- 1990 : le SAMU se met en place.
- 1992 : agrandissement des bâtiments administratifs.
- 2000 : l'hôpital s'agrandit considérablement avec la construction d'un tout nouveau bâtiment ultra-moderne, le bâtiment P, plateau technique regroupant les Urgences, les blocs opératoires, le service de réanimation et soins intensifs ainsi que l'unité de stérilisation. Ce pavillon s'élève sur 4 niveaux, l'héliport de l'hôpital est installé sur le toit.
- 2004 : le gouvernement local présidé par Marie-Noëlle Thémereau (L'Avenir ensemble) adopte le principe de la construction d'un médipôle dans la banlieue nouméenne de Koutio, dans la commune de Dumbéa, comprenant un hôpital de 650 lits sur un site de 75 000 m2 mais aussi un centre de moyen séjour, un centre de cancérologie, l'Institut Pasteur et un hôtel hospitalier. Le Congrès adopte un premier échéancier pour le futur médipôle, avec une ouverture initialement prévue à 2012. Dans le même temps, l'hôpital se dote d'une nouvelle cuisine.
- 2005 : mise en service d'une Imagerie par résonance magnétique (IRM), mais dans le même temps évacuation des bâtiments les plus anciens pour raison de sécurité.
- 2006 : inauguration du bâtiment H réhabilité (34 lits de pneumologie) et du bâtiment N (90 lits de chirurgie et de cardiologie, laboratoire de biochimie).
- 2007 : ouverture d'une salle d'imagerie vasculaire et cardiologique.
- 2016 : ouverture au public du nouveau Médipôle de Koutio à Dumbéa.
- 2017 : fermeture définitive de l'hôpital Gaston-Bourret, qui est rétrocédé par le CHT au gouvernement de la Nouvelle-Calédonie.

### La réhabilitation vers un site gouvernemental (depuis 2017)
Dès sa rétrocession au gouvernement de la Nouvelle-Calédonie, celui-ci, en partenariat avec la municipalité de Nouméa, l'inscrit dans le cadre d'un projet d'aménagement concerté plus vaste de l'« entrée Nord de la ville ». Le but est, à terme, de le transformer en pôle administratif pour l'exécutif néo-calédonien voire d'en faire le futur hôtel du gouvernement, mais aussi en un lieu de loisir et résidentiel.
- 2018 : Le Service de la coopération régionale et des relations extérieures (SCRRE) du gouvernement de la Nouvelle-Calédonie s'installe dans le bâtiment A de l'ancien hôpital.
- 2020 : La Direction des Affaires sanitaires et sociales (DASS) du gouvernement de la Nouvelle-Calédonie est regroupée dans le bâtiment H.
- 2021 : La Direction de la Sécurité civile et de la gestion des risques (DSCGR) du gouvernement de la Nouvelle-Calédonie emménage à son tour sur le site, dans le bâtiment N.
- 2024 : La présidence, le secrétariat général, le Pôle Communication et la salle de réunion hebdomadaire du gouvernement de la Nouvelle-Calédonie prennent leurs quartiers dans les bâtiments historiques de l'ancien CHT.

## L'Hôpital Gaston-Bourret

### Le problème persistant de vétusté
La solution à apporter à ce problème a donné lieu à un vif débat politique entre le parti au pouvoir, l'Avenir ensemble, partisan de la construction d'un nouvel hôpital sur un autre site, et le RPCR (le membre du gouvernement du Territoire chargé de la Santé est issu de ses rangs), qui lui prône l'agrandissement de Gaston Bourret sur le parking de l'hôpital. Finalement, la ministre de la Santé (RPCR) Marianne Devaux est écartée du dossier et c'est l'option de l'Avenir ensemble qui est acceptée. Ainsi, la construction d'un médipôle dans la banlieue nouméenne de Koutio, dans la commune de Dumbéa, est prévu, comprenant un hôpital de 650 lits sur un site de 75 000 m2 mais aussi un centre de moyen séjour, un centre de cancérologie, l'Institut Pasteur et un hôtel hospitalier. Pour autant, l'hôpital Gaston Bourret ne sera pas fermé et, en attendant la construction du nouveau centre, des constructions ont été entamées sur son site pour parer au plus pressé. Il s'agit du bâtiment H (34 lits de pneumologie) et du bâtiment N (90 lits de chirurgie et de cardiologie, laboratoire de biochimie). Les deux bâtiments ont été mis en service en 2006, et le dernier, un préfabriqué, a été construit en 9 mois. Sinon, l'ouverture d'une salle d'imagerie vasculaire et cardiologique est prévue pour 2007.

### Un hôpital important du Pacifique insulaire
Toutefois, malgré ses problèmes structurels, l'hôpital Gaston Bourret, et le CHT en général, reste l'un des plus importants centres hospitaliers du Pacifique insulaire, avec le Colonial War Memorial (CWM) Hospital de Suva aux Fidji et l'Hôpital de Mamao à Papeete en Polynésie française. C'est lui également qui accueille les habitants de Wallis-et-Futuna ou du Vanuatu qui ont besoin de soins hospitaliers. Sinon, tous les patients nécessitant des interventions chirurgicales particulières (notamment en cardiologie) sont évacués, grâce au système EVASAN, essentiellement vers Sydney en Australie mais aussi parfois vers la Métropole.

### L'hôpital en chiffres
- Budget : 16 milliards de Francs CFP (environ 134 millions d'euros).
- Capacité : 260 lits et 15 places d'hospitalisation de jour.
- Fréquentation des urgences : 23 000 passages aux urgences en moyenne par an.

## La Présidence du gouvernement de la Nouvelle-Calédonie
La présidence du gouvernement prend ses quartiers dans l’ancien CHT.
A compter du lundi 13 mai, le cabinet de Louis Mapou sera installé dans l’ancien CHT Gaston-Bourret. Photo Anthony Tejero
Le chef de l’exécutif Louis Mapou déménage son service dans les locaux de l’ancien CHT, avec l’ambition, à terme, d’y installer le siège du gouvernement, seule institution du pays à ne pas disposer de ses propres locaux.
C’est déjà la deuxième fois que Louis Mapou fait ses cartons depuis le début de sa mandature. Après avoir quitté son siège du quartier de la Moselle (récupéré par les services de la province Sud), en 2022, pour s’installer au Lys Rouge, rue Gallieni, la présidence du gouvernement est de nouveau en plein déménagement.
Mais le cabinet de Louis Mapou ne va pas très loin. Dès la semaine prochaine, le chef de l’exécutif aura pris ses quartiers dans l’ancien CHT Gaston-Bourret, des locaux qui appartiennent au gouvernement, qui n’aura donc pas besoin de louer cet emplacement (contrairement à l’immeuble du Lys Rouge).
"Nous sommes la seule institution qui n’a pas de maison, l’idée, c’est donc à terme d’y installer le siège du gouvernement", glisse Louis Mapou, sans fixer de calendrier précis.
Contrats de développement 2024-2027
Car auparavant, d’importants travaux de rénovation des bâtiments existants devront se poursuivre. Ce chantier fait d’ailleurs partie des douze grandes opérations à entreprendre dans le cadre des nouveaux contrats de développement entre l’exécutif et l’Etat, pour la période 2024-2027.
D’ici-là, les réunions hebdomadaires du gouvernement collégial se tiendront donc dans la nouvelle salle des délibérations, dans les locaux de la présidence, qui n’est pas le premier service à s’implanter dans l’ancien hôpital. Pour rappel, la Dass (Direction des affaires sanitaires et sociales), la CRRE (Coopération régionale et des relations extérieures) ou encore la Sécurité civile sont déjà implantées sur ce site.